# Thomas Hales (dramaturge)
Pour les articles homonymes, voir Thomas Hales (homonymie) et Hales.
Thomas Hales (né vers 1740 et mort le 27 décembre 1780 à Paris), est un dramaturge et librettiste anglais d'origine française.

## Biographie
Il est issu d'une famille irlandaise expatriée dans le Gloucestershire et rejoint la Royal Navy durant la guerre de Sept Ans. Il s'installe en Jamaïque pendant une courte période et à La Havane à Cuba avant de voyager en Europe. Il réside en Suisse et en Italie et arrive à Paris en 1770 avant de faire faillite.
Il apprend rapidement le français, rencontre le compositeur André Grétry en 1775 et commence à travailler avec lui comme librettiste sous le nom de plume de d'Hèle. Leur première collaboration aboutit donne Les Fausses Apparences ou l'Amant jaloux. L'opéra est un grand succès et Hales écrit quatre autres pièces/livrets dans les années qui suivent. En 1777, il écrit une courte fiction intitulée Le Roman de mon oncle. En 1778, il travaille avec Grétry sur Le Jugement de Midas, inspiré du Midas du dramaturge irlandais Kane O'Hara (1762). La même année, les deux produisent l'opéra-comique Les Fausses Apparences. La pièce est en partie inspirée de The Wonder: a Woman Keeps a Secret de Susanna Centlivre en 1714. Le troisième opéra est Les Événements imprévus en 1779, inspiré d'un original italien inconnu. Cette pièce inspire le Gay Deceivers de George Colman le Jeune en 1804. Finalement, Hales écrit en prose Gilles ravisseur (publié en 1781).
Hales meurt d'une infection pulmonaire à Paris. Sa maîtresse, Madame Bianchi, actrice italienne, le quitte pour retourner en Italie.

## Source de la traduction
- (en) Cet article est partiellement ou en totalité issu de l’article de Wikipédia en anglais intitulé « Thomas Hales (dramatist) » (voir la liste des auteurs).